# Peter Sarsgaard
John Peter Sarsgaard (Belleville, 7 de março de 1971) é um ator estadunidense. É principalmente conhecido pelos filmes Boys Don't Cry, Shattered Glass e Jarhead. Ele costuma fazer filmes de variados temas e gêneros, geralmente independentes.
Já ganhou uma indicação ao Golden Globe Awards de Melhor Ator Coadjuvante pelo filme Shattered Glass, duas indicações ao Independent Spirit Awards de Melhor Ator Coadjuvante, por Shattered Glass e por Kinsey, também ganhou o prêmio de Melhor Ator no Festival de Estocolmo por Garden State.
No dia 2 de maio de 2009 casou-se com Maggie Gyllenhaal, atriz e irmã mais velha do ator Jake Gyllenhaal. Eles têm duas filhas juntos: a mais velha chamada Ramona, nascida em 3 de outubro de 2006 e Gloria Ray, nascida em 19 de abril de 2012.

## Primeiros anos
Peter Sarsgaard nasceu na Scott Air Force Base em Illinois, filho de Judy Lea (nome de solteira: Reinhardt) e de John Dale Sarsgaard. O seu pai foi engenheiro da Força Aérea e mais tarde trabalhou para a Monsanto e para a IBM. O sobrenome Sarsgaard tem origem dinamarquesa, país onde os seus tetravós paternos nasceram. Sarsgaard foi criado com a religião católica e foi acólito. A sua família mudou de casa 12 vezes durante a sua infância devido ao emprego do seu pai. Aos 7 anos, Sarsgaard queria tornar-se jogador de futebol e teve aulas de ballet para ajudá-lo com a sua coordenação motora. Depois de sofrer várias concussões a jogar futebol, Peter desistiu do desporto e passou a dedicar-se à escrita e à representação.
Peter frequentou a Fairfield College Preparatory School, uma escola privada gerida por jesuítas no Connecticut, onde começou a interessar-se pelo cinema. Depois de terminar os seus estudos nesta escola, frequentou a Bard College em Nova Iorque durante dois anos antes de se transferir para a Washington University (WUSTL) em St. Louis em 1991. Aí, ajudou a fundar o grupo de comédia de improviso "Mama's Pot Roast". Enquanto estudava na WUSTL, Peter começou a participar em peças numa filial do Actor's Studio. Em 1993, Peter terminou o seu curso de História e mudou-se para Nova Iorque.

## Carreira

### Primeiros trabalhos
Peter começou a carreira com pequenas participações em séries filmadas em Nova Iorque, entre elas: Law & Order em 1995 e New York Undercover em 1997. Ainda nesse ano, teve um papel em Subway Stories, um telefilme da HBO. Estreou-se no cinema em 1995 no filme Dead Man Walking, onde interpreta o papel de um adolescente assassinado pela personagem de Sean Penn.
Nos anos que se seguiram, conseguiu papéis em vários filmes independentes, entre eles Another Day in Paradise (1997) e Desert Blue (1998). Em 1998, teve um papel de destaque no filme The Man in the Iron Mask, onde interpretou Raoul, o filho que morre em batalha de Athos (John Malkovich). Apesar de ter recebido críticas negativas, o filme foi um grande sucesso de bilheteira com receitas de 182 milhões de dólares.

### 1999–2002: Sucesso com a crítica
Em 1999, Sarsgaard conquistou a crítica com o seu papel de John Lotter, um assassino famoso no filme de Kimberly Peirce, Boys Don't Cry. O filme é baseado na história real de Brandon Teena, um homem que foi violado e assassinado em 1993 por Lotter e Tom Nissen quando descobriram que era transexual. O jornal The Boston Globe escreveu: "Peter Sarsgaard... torna a trajetória do assassino não só credível, como baseada em comportamentos perfeitamente mundanos e banais. Ele não é um monstro assustador, é um tipo em quem nunca reparamos num bar ou numa loja". Um crítico do Seattle Post-Intelligencer escreveu: "É um desempenho maravilhoso apoiado habilmente por... Sarsgaard no papel do imprevisível sociopata Lotter". O filme teve uma exibição especial no Festival de Cinema de Veneza em 2000.
Peter conseguiu o seu primeiro papel como protagonista em 2001 com o filme The Center of the World, onde interpreta o papel de Richard Longman, um jovem e amável empreendedor que decide pagar 10 000 dólares a uma stripper (Molly Parker) para viajar com ele para Las Vegas em vez de aparecer à primeira oferta pública da sua empresa. O filme recebeu críticas amenas, mas o New York Times considerou que os desempenhos dos atores "são uma autêntica fonte de autenticidade e retratam bem a presunção cega e carência sem rumo dos jovens na casa dos 20 que têm dificuldades para navegar num mundo de abundância material e possibilidades emocionais escassas". No final da sua crítica, o jornalista concluiu que Sarsgaard fez a sua personagem "parecer um tipo realmente simpático e demasiado inocente para compreender a imoralidade do seu acordo com Florence".
Em 2002, Sarsgaard fez parte do elenco principal de três filmes: K-19: The Widowmaker, Empire e The Salton Sea.

### 2003–presente: Reconhecimento global
Em 2003, a carreira de Peter sofreu uma reviravolta quando este protagonizou o filme Shattered Glass. No filme, interpreta o papel do jornalista Charles Lane, o editor-chefe do The New Republic. Shattered Glass é baseado em factos reais da carreira do jornalista Stephen Glass no jornal The New Republic em meados dos anos 1990 e a sua desgraça depois de ser revelado que os seus artigos são uma fraude. O Chicago Tribune disse que o desempenho de Peter foi "sublime e gracioso". O seu trabalho neste filme valeu-lhe nomeações para os Globos de Ouro e para os Independent Spirit Awards.
Após o sucesso de Shattered Glass, Peter conseguiu vários papéis de protagonista. Em 2004, foi um dos protagonistas da comédia dramática Garden State, onde desempenha o papel de Mark, o melhor amigo sarcástico da personagem de Zach Braff. No mesmo ano, interpretou Clyde Martin em Kinsey, um filme biográfico sobre Alfred Kinsey, interpretado por Liam Neeson. Kinsey foi o primeiro filme em que Peter surgiu em nu integral. O crítico Paul Clinton da CNN escreveu que a personagem de Sarsgaard "destaca-se" e "confirma que ele é, sem sombra de dúvidas, um dos melhores atores da sua geração". Quando foi questionado em relação às cenas do filme em que beija a personagem de Liam Neeson, Peter disse:
Não foi tão difícil como correr com todo o meu equipamento em Jarhead. Prefiro ter um momento constrangedor do que estar fisicamente exausto o dia todo. Acho que a única coisa que assusta os atores masculinos quando têm de fazer algo como beijar outro homem num filme, quando, tanto quanto sabem, são hetero, é que têm medo que aquilo os excite. E se não tivermos medo que aquilo nos excite, e interprete isto como quiser, então não é assim tão duro.

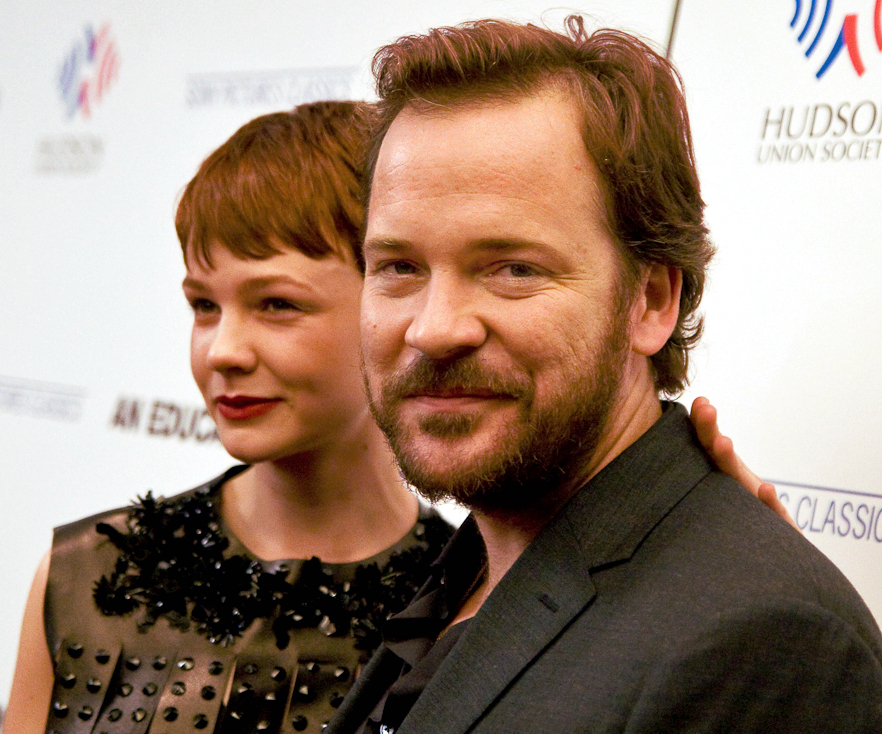
Peter Sarsgaard com Carey Mulligan na estreia do filme An Education

Em 2005, Peter protagonizou o drama The Dying Gaul no papel de Robert Sandrich, um argumentista com dificuldades que escreve uma história de amor séria sobre um homem e o seu parceiro com uma doença terminal. O filme recebeu críticas positivas. Ainda nesse ano, teve papéis secundários nos filmes de suspense The Skeleton Key e Flightplan. No último, Peter interpreta o papel de um air marshall que tem ordens para vigiar a personagem de Jodie Foster. O filme foi exibido no Festival de Cinema de Toronto e, apesar das críticas mistas, foi um sucesso de bilheteira, arrecadando 223 milhões de dólares de receitas. Ainda em 2005, Peter contracenou com Jake Gyllenhaal em Jarhead, um filme baseado no livro homónimo do soldado Anthony Swofford sobre a Guerra do Golfo.
Em janeiro de 2006, Peter foi convidado a apresentar um episódio do programa de comédia Saturday Night Live. No ano seguinte, Peter teve papéis secundários nos filmes Year of the Dog e Rendition e, em 2008, protagonizou o drama Elegy.
Em 2009, protagonizou, com Jon Foster e Sienna Miller, o drama The Mysteries of Pittsburgh. O filme foi exibido no Festival de Cinema de Sundance e Peter interpreta o papel do namorado bissexual e rebelde da personagem de Sienna Miller. No mesmo ano, foi um dos protagonistas do filme de terror Orphan, onde interpreta um dos membros de um casal que perdem um bebé e decidem adotar uma criança de nove anos que não é tão inocente como parece. Ainda em 2009, protagonizou, com Carey Mulligan, o filme An Education. O papel de David Goldman exigiu que ele adotasse uma pronúncia inglesa. O filme recebeu críticas bastante positivas e a Variety escreveu: "Sarsgaard... expressa de forma maravilhosa o savoir faire que tem um impacto tão grande em Jenny [Carey Mulligan]".
No ano seguinte, Peter teve um papel de destaque no filme de comédia e ação Knight and Day, protagonizado por Tom Cruise e Cameron Diaz. Em 2011, interpretou o papel de Hector Hammond, o vilão do filme Green Lantern, um filme conhecido principalmente pelas suas críticas fracas e como um desastre de bilheteira.
Em anos recentes, Peter tem trabalhado maioritariamente em filmes independentes pouco ou moderado sucesso como é o caso de Lovelace (2013), Very Good Girls (2013), Pawn Sacrifice (2014) e Black Mass (2015). Em 2013, trabalhou com Woody Allen no filme Blue Jasmine. Em 2016, teve papéis nos filmes The Magnificent Seven e Jackie. O primeiro é um remake do western com o mesmo nome de 1960 e recebeu críticas mistas. No segundo, um drama sobre o luto de Jackie Kennedy após o assassinato do Presidente John J. Kennedy, interpreta o papel de Bobby Kennedy.
Para além do cinema, Peter já participou em duas séries televisivas: The Killing, onde interpretou Ray Seward em dez episódios, e The Slap, uma série da NBC que recebeu críticas maioritariamente negativas e foi cancelada na sua primeira temporada.

### Teatro
Peter Sarsgaard estreou-se no teatro profissional em 1995 com a peça Laura Dennis, encenada por James Houghton. Ben Brantley do New York Times escreveu: "O Sr. Sarsgaard... emerge como um ator a quem devemos estar atentos com um desempenho de uma convicção emocional de tirar o fôlego". No ano seguinte, Peter foi o protagonista de Kingdom of Earth, onde contracenou com Cynthia Nixon e foi dirigido por John Cameron Mitchell. O seu desempenho na peça recebeu críticas favoráveis. Em outubro de 2002, Peter regressou ao teatro com a produção Burn This de Lanford Wilson, tendo substituído Edward Norton.
Em 2008, Peter estreou-se na Broadway no Royal Court Theatre com a peça A Gaivota de Anton Tchekhov. Kristin Scott Thomas, Mackenzie Crook e Carey Mulligan faziam parte do elenco. Nesta produção, interpretou o papel de Boris Alexeyevich Trigon, um escritor angustiado que leva um rival a cometer suicídio e uma jovem amante à ruína. O encenador da peça pediu a Sarsgaard para fazer um sotaque britânico para que "o público americano gostasse menos dele".
Sarsgaard interpretou o papel de Lvovich Astov, um médico e filósofo do campo na peça clássica de Tchékhov, Tio Vânia. O elenco contava ainda com Maggie Gyllenhaal, Mamie Gummer, Denis O'Hare e George Morfogen. A produção, encenada por Austin Pendleton, foi apresentada entre 17 de janeiro e 1 de março de 2009. Sarsgaard voltou a trabalhar numa peça de Tchékhov em 2011, desta feita, As Três Irmãs, do mesmo encenador de Tio Vânia,

## Vida pessoal

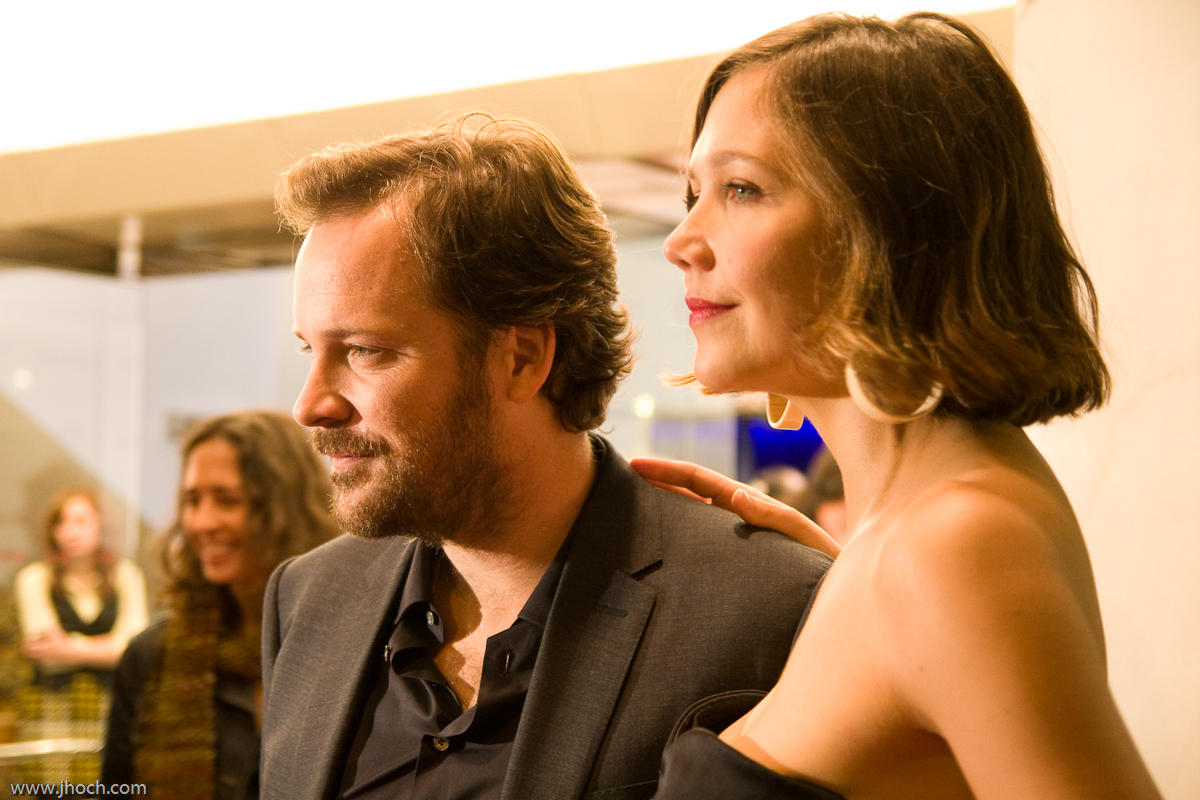
Peter Sarsgaard com Maggie Gyllenhaal na estreia de An Education, em 2009

Numa entrevista com o New York Times, Peter afirmou que era católico praticante e disse: "Gosto do aspeto do culto da morte do catolicismo. Todas as religiões se interessam pela morte, mas o catolicismo leva esse interesse a um patamar particularmente elevado [...] No catolicismo devemos amar os nossos inimigos. Isso impressionou-me muito quando era miúdo e ajudou-me enquanto ator. [...] A forma como encaro as personagens que interpreto baseia-se em parte na minha educação religiosa. Abandonar a curiosidade em todas as personalidades, boas ou más, é perder a esperança na humanidade".
Peter Sarsgaard teve algumas relações bastante publicitadas, em particular com a dançarina Dita Von Tese e com a modelo e atriz Shalom Harlow. No início da sua carreira, namorou com a fotógrafa Malerie Marder que conheceu na Bard College. Sarsgaard começou a namorar com Maggie Gyllenhaal, a irmã do seu amigo Jake Gyllenhaal, em 2002. Em abril de 2006, o casal anunciou o seu noivado e, em 2 de maio de 2009, casou-se numa cerimónia íntima em Brindisi, na Itália. O casal tem duas filhas: Ramona Sarsgaard (n. 3 de outubro de 2006) e Gloria Ray Sarsgaard (n. 19 de abril de 2012). A família vive em Brooklyn, Nova Iorque.

## Filmografia

### Cinema
| Ano  | Filme                                 | Papel                           |
| ---- | ------------------------------------- | ------------------------------- |
| 1995 | Dead Man Walking                      | Walter Delacroix                |
| 1998 | Minor Details                         | Scott                           |
| 1998 | The Man in the Iron Mask              | Raoul                           |
| 1998 | Desert Blue                           | Billy Baxter                    |
| 1998 | Another Day in Paradise               | Ty                              |
| 1999 | Boys Don't Cry                        | John Lotter                     |
| 2000 | The Cell                              | Julia Hickson's fiancee         |
| 2000 | Housebound                            | Tom                             |
| 2001 | Bacon Wagon                           | Cowboy Zombie Victim            |
| 2002 | Empire                                | Jack                            |
| 2002 | The Salton Sea                        | Jimmy the Finn                  |
| 2002 | K-19: The Widowmaker                  | LT Vadim Radchenko              |
| 2002 | Unconditional Love                    | Window Washer                   |
| 2003 | Death of a Dynasty                    | Brendon III                     |
| 2003 | Shattered Glass                       | Charles 'Chuck' Lane            |
| 2004 | Garden State                          | Mark                            |
| 2004 | Kinsey                                | Clyde Martin                    |
| 2005 | The Dying Gaul                        | Robert Sandrich                 |
| 2005 | The Skeleton Key                      | Luke Marshall                   |
| 2005 | Flightplan                            | Gene Carson                     |
| 2005 | Jarhead                               | Cpl. Alan Troy                  |
| 2005 | Statler and Waldorf: From the Balcony | Ele próprio                     |
| 2007 | Year of the Dog                       | Newt                            |
| 2007 | Rendition                             | Alan Smith                      |
| 2008 | Elegy                                 | Kenneth Kepesh                  |
| 2008 | The Mysteries of Pittsburgh           | Cleveland Arning                |
| 2009 | An Education                          | David Goldman                   |
| 2009 | In the Electric Mist                  | Elrod Sykes                     |
| 2009 | Orphan                                | John Coleman                    |
| 2010 | Knight and Day                        | Fitzgerald                      |
| 2011 | Green Lantern                         | Dr. Hector Hammond              |
| 2012 | Robot & Frank                         | Robot (voz)                     |
| 2013 | Lovelace                              | Chuck Traynor                   |
| 2013 | Blue Jasmine                          | Dwight Westlake                 |
| 2013 | Night Moves                           | Harmon                          |
| 2013 | Very Good Girls                       | Fitzsimmons                     |
| 2014 | Pawn Sacrifice                        | William Lombardy                |
| 2015 | Experimenter                          | Stanley Milgram                 |
| 2015 | Black Mass                            | Brian Halloran                  |
| 2016 | Jackie                                | Robert F. Kennedy               |
| 2016 | The Magnificent Seven                 | Bartholomew Bogue               |
| 2017 | Loving Pablo                          | Shepard                         |
| 2018 | The Lie                               | Jay Logan                       |
| 2019 | The Sound of Silence                  | Peter Lucian                    |
| 2019 | Mr Jones                              | Walter Duranty                  |
| 2019 | Human Capital                         | Quint Manning                   |
| 2020 | Best Summer Ever                      | Cinegrafista/produtor executivo |
| 2021 | The Lost Daughter                     | Professor Hardy                 |
| 2021 | The Guilty                            | Henry Fisher (voz)              |
| 2021 | The Survivor                          | Emory Anderson                  |
| 2022 | The Batman                            | Gil Colson                      |

### Televisão
| Ano  | Título                                     | Papel            | Notas                                   |
| ---- | ------------------------------------------ | ---------------- | --------------------------------------- |
| 1995 | Law & Order                                | Josh Strand      | Episódio: "Paranoia"                    |
| 1997 | New York Undercover                        | Donald Jones     | Episódio: "School's Out"                |
| 1997 | Subway Stories: Tales from the Underground | Boy #1           | Telefilme                               |
| 1999 | Freak City                                 | Cal Jackson      | Telefilme                               |
| 2006 | Saturday Night Live                        | Apresentador     | Episódio: "Peter Sarsgaard/The Strokes" |
| 2010 | Saturday Night Live                        | Boogerman        | Episódio: "Amy Poehler/Katy Perry"      |
| 2013 | The Killing                                | Ray Seward       | 10 episódios                            |
| 2015 | The Slap                                   | Hector Apostolou | 8 episódios                             |
| 2017 | The Looming Tower                          | Martin Schmidt   |                                         |
| 2021 | Dopesick                                   | Rick Mountcastle |                                         |

### Teatro
| Ano  | Título           | Papel                  | Notas                 |
| ---- | ---------------- | ---------------------- | --------------------- |
| 1995 | Laura Dennis     | Harvey Griswold        | Signature Theatre     |
| 1996 | Kingdom of Earth |                        | Greenwich House       |
| 2002 | Burn This        | Pale                   | Union Square Theatre  |
| 2008 | A Gaivota        | Trigorin               | Walter Kerr Theatre   |
| 2009 | Tio Vânia        | Astrov/Mikhail Lvovich | Classic Stage Company |
| 2011 | As Três Irmãs    | Vershinin              | Classic Stage Company |
| 2015 | Hamlet           | Hamlet                 | Classic Stage Company |